# Bösztör vasútállomás
Bösztör vasútállomás (korábban Nagyállás, majd Homokszentlőrinc) egy Bács-Kiskun vármegyei vasútállomás, Kunszentmiklós településen, a MÁV üzemeltetésében. A város központjától messze, csaknem tíz kilométerre délre helyezkedik el, az azonos nevű külterületi településrész mellett, közúti elérését a Szabadszállás felé vezető 5203-as útból kiágazó 52 314-es számú mellékút biztosítja.

## Vasútvonalak
Az állomást az alábbi vasútvonalak érintik:
- Budapest–Kelebia-vasútvonal

## Kapcsolódó állomások
A vasútállomáshoz az alábbi állomások vannak a legközelebb:
- Kunszentmiklós-Tass vasútállomás (Budapest–Kelebia-vasútvonal)
- Szabadszállás vasútállomás (Budapest–Kelebia-vasútvonal)

## Forgalom
| Járat | Útvonal | Gyakoriság |
| ----- | --- | ---------- |
|       | A vonalon a vasúti szolgáltatás szünetel, a vonatok helyett a Volánbusz járatai közlekednek. A legközelebbi buszmegálló: Nagyszállás |            |